# 玛奇玛
玛奇玛（日语： Makima），是藤本树创作的日本漫画《链锯人》中的主要角色之一，為第一部「公安篇」的女主角，亦是該章節的最終反派。

## 角色简介
玛奇玛在该作品中是一个神秘的女性，担任着公安对魔特异四课的长官，她把电次作为她的人类宠物收养在身边。玛奇玛十分善于操纵他人，她利用电次对其的崇拜，以承诺建立恋人关系来控制他，并同时威胁电次如果不服从就将他消灭。在漫画起初的故事中，玛奇玛行事的目的是神秘莫测的，而她对其他人展现的好意也比较模棱两可；但后来她被揭露其本体为“支配恶魔”，在她的身上体现了对恐怖统治的渴望，她试图掌控其迷恋的链锯人并利用其力量创造一个没有痛苦的平等的社会。

## 构思设计
尽管该系列带有明显的暴力元素和黑色幽默，但作者藤本树一直想在《周刊少年Jump》中连载，但他有一种感觉，如果他制作的仅仅是“中规中矩的Jump式漫画”，那么他的作品可能将会被“埋葬”。因此他保留了很多他作为创作者的原始灵感，同时致力于构思新颖的剧情结构，以及塑造与角色相贴近的设定。
藤本在其漫画连载时尽可能多地借鉴了各种新事物，并积极于各类有趣的素材中吸收其精华。他曾表示他从2016年上映的日本动画电影《傷物語》三部曲中获得了灵感，从而创作了玛奇玛与链锯人电次的最后一战。他在设计玛奇玛这一角色时分别参照了另外两部漫画《FLCL》和《ABARA》中的春原晴子以及阿由多，藤本也将链锯人系列描述为“邪恶版的FLCL”与“流行版的ABARA”。
作者命名的設定裡，日文原名「マキマ（Makima）」若是用鏈鋸砍掉中間的「キ（ki，木）」就是「ママ（Mama，媽媽）」。

## 评价反响
动画新闻网的评论家戴维森赞扬了链锯人系列中人物的情感描绘，他认为这刻画出了“真正的悲怆”来临时的痛苦和挣扎，她谈到了漫画中玛奇玛与电次之间的互动环节，并指出了电次和玛奇玛两个人身上所体现的高度的相似之处。戴维森还表示，该故事的出彩部分是围绕着链锯人和玛奇玛以及帕瓦三人间的感情而展开。
另一位评论家瑞秋·纳尔玛曾评价道，她对玛奇玛与电次之間充滿爱恨情仇的故事情节深受感动，她对该系列的结语是：“在血腥暴力的核心之余，包含了一个少年的爱情悲剧。”
Entoin網站將瑪奇瑪評為《鏈鋸人》女性角色中的第一位，稱她不僅“甜美、溫柔、擅長交際”，同時也“很狡猾且善於操縱他人”。《漫畫書資源網》的埃里克·科祖拉稱該角色是動畫系列中“最可怕的人物之一”。Polygon網站則評價瑪奇瑪為“最有趣的配角”。